# سردين

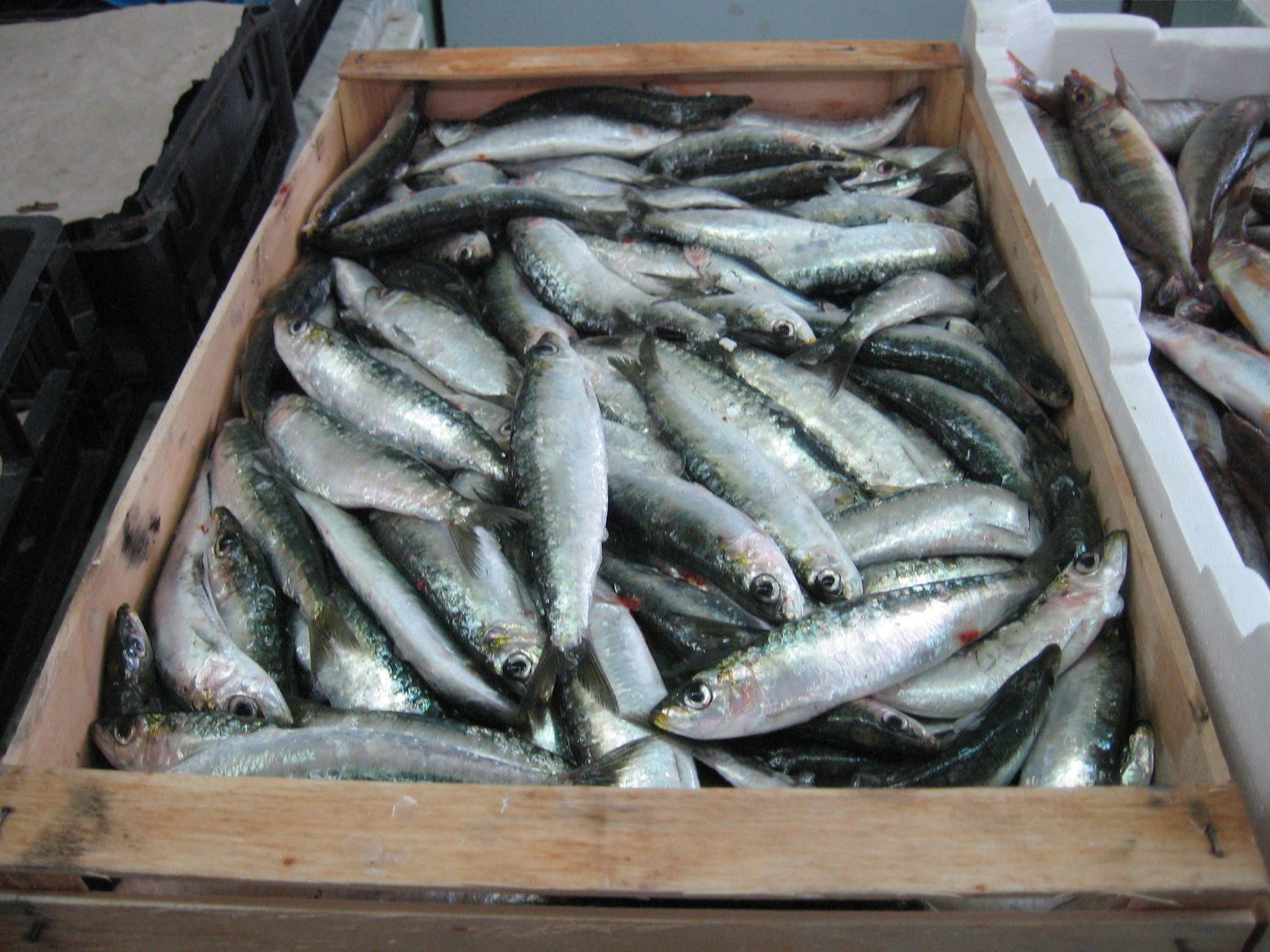
سردين

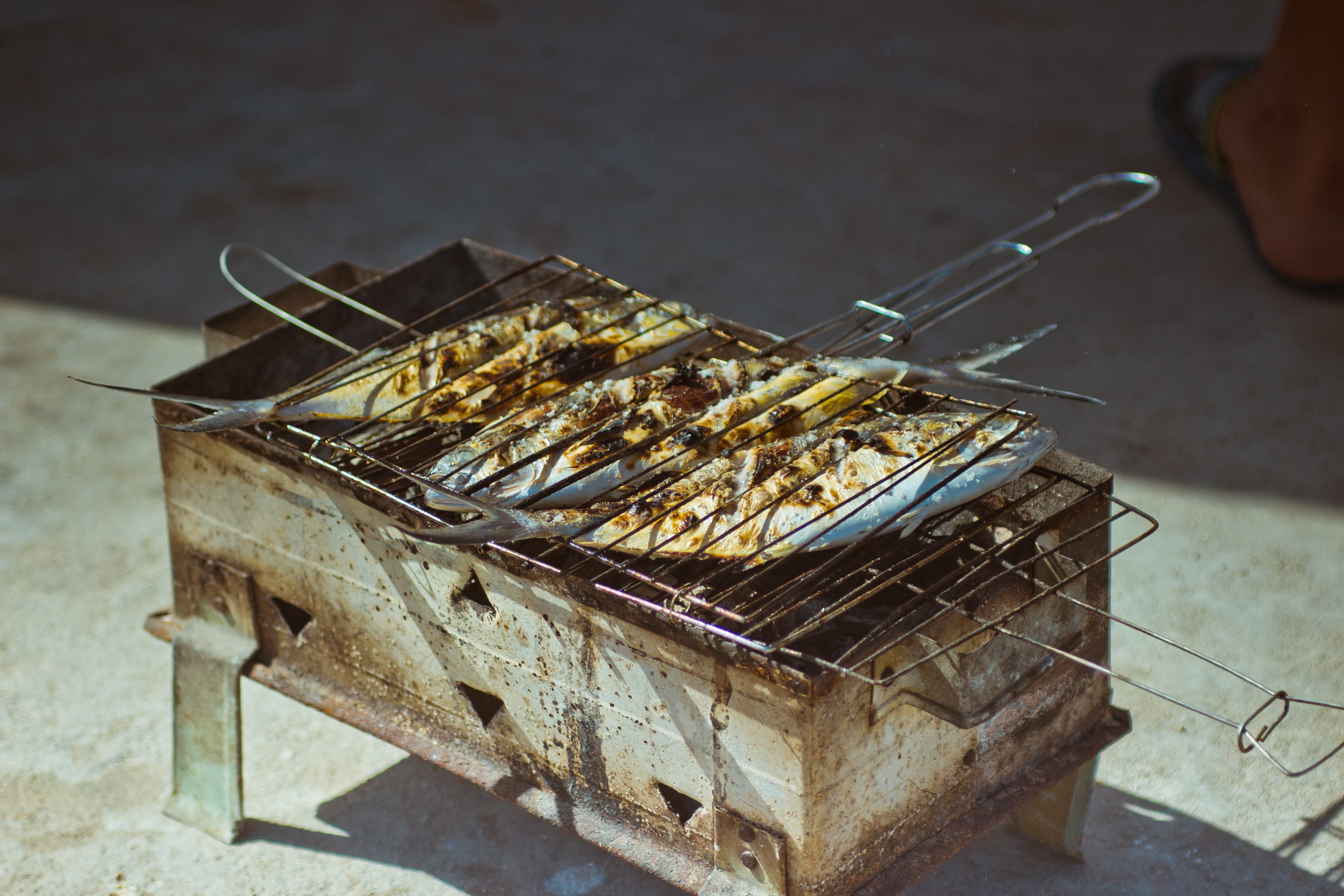
سردين مشوي

السردين أو صَحْنَاة (بالإنجليزية: Sardine)‏ هو أحد أنواع الأسماك التي تعيش في المحيط الأطلسي. كما يوجد السردين في الجزء الغربي من البحر الأبيض المتوسط ويقل وجوده في شرق البحر المتوسط. كما يوجد بقلة في البحر الأسود وبحر مرمرة. والسردين من أنواع السمك التي يكثر أكلها ويعتبر من ثروات شمال افريقيا الطبيعية.
تنتمي أسماك السَّردين إلى فصيلة الرنجة. وتشير كلمة سردين إلى عدّة مجموعات من الأسماك إلا أنها تُستخدم في الدرجة الأولى لأنواع محدّدة مثل سردين المحيط الهادئ، وسردين جنوب إفريقيا، والسردين الأوروبي الذي يُسَمَّى البلشار. وهناك أنواع أخرى من أسماك الرنجة الصَّغيرة تشمل الأسبرط، وأسماك الرِّنجة الصغيرة في المحيط الأطلسي التي تباع بوصفها نوعًا من السردين.
وقد أُطْلق اسم سردين على هذا النوع من الأسماك لأنّ اصطياده تمّ لأول مرّة بالقرب من جزيرة سردينيا غربي البحر الأبيض المتوسط.
ويعيش السردين في مياه المحيط المعتدلة والمدارية الحارة، بالقرب من سواحل كلّ القارات تقريبًا. ويُوجد بكميات كبيرة بعيدًا عن الساحل الياباني، وفي شمال غربي إفريقيا، وغربي أمريكا الجنوبية. ويبلغ متوسط طول سمكة السردين بين 23 و 30سم، وتزن 113 جرامًا تقريبًا. ولون الجزء الأعلى من جسمها رمادي ضارب إلى الزرقة، والجزء الأسفل منها فضِّي.
وتعيش أسماك السردين الكبيرة بالقرب من سطح الماء، وعادةً ما تسبح في مجموعات كبيرة، وتظهر على السطح في اللّيل لتتغذى بالأحياء المائية الطافية المسماة العوالق.
تضع أسماك السردين البيض في فصل الربيع بكميات كبيرة وتكون طافية على سطح الماء. وتأتي حيوانات المحيط المفترسة على معظم البيض ويبقى القليل منه نسبيًا. وفي الغالب تنساق صغار السردين مع التيار إلى داخل مرابي الأسماك القريبة من الساحل.
وتتم معظم رحلات صيد سمك السردين في اللّيالي المظلمة، إذ إن حركة هذه الأسماك تؤدي إلى حدوث اضطراب في الأجسام الصغيرة التي توجد بالقرب من سطح الماء، ممَّا يَتَسبَّب في حدوث تفاعل كيميائي ينتج عنه ضوء يعرف بالتفسفر الأحيائي، وهذا الضوء يُرْشِد الصيادين إلى مكان هذه الأسماك. ويتمّ صيد أسماك السردين بنوع معيَّن من الشباك يسمى الشبكة الحافظة.
يصل عدد سمك السردين في أسرابه إلى عدة ملايين أحيانًا، وعلى الرّغم من ذلك فقد أدى الصيد الزائد عن الحد لهذا النوع إلى انخفاض كمياته في بعض أجزاء العالم. ومن المناطق التي تأثّرت بشكل بالغ مياه ساحل كاليفورنيا وجنوب إفريقيا.
وقد صار من المألوف رؤية السردين المعلب على رفوف الأسواق المركزية. وانتشرت صناعة تعليب السردين المطبوخ. واستُخْدِم زيت السردين في إنتاج الشَّمعات والِّدهان والورنيش. ويُستعمل بعض أنواع السردين وجبات لتغذية الحيوانات وأسمدة. كما يستعمل سمك السردين الصغير طُعمًا لصيد أسماك التونة بكميات تجارية.

## حفظ السردين

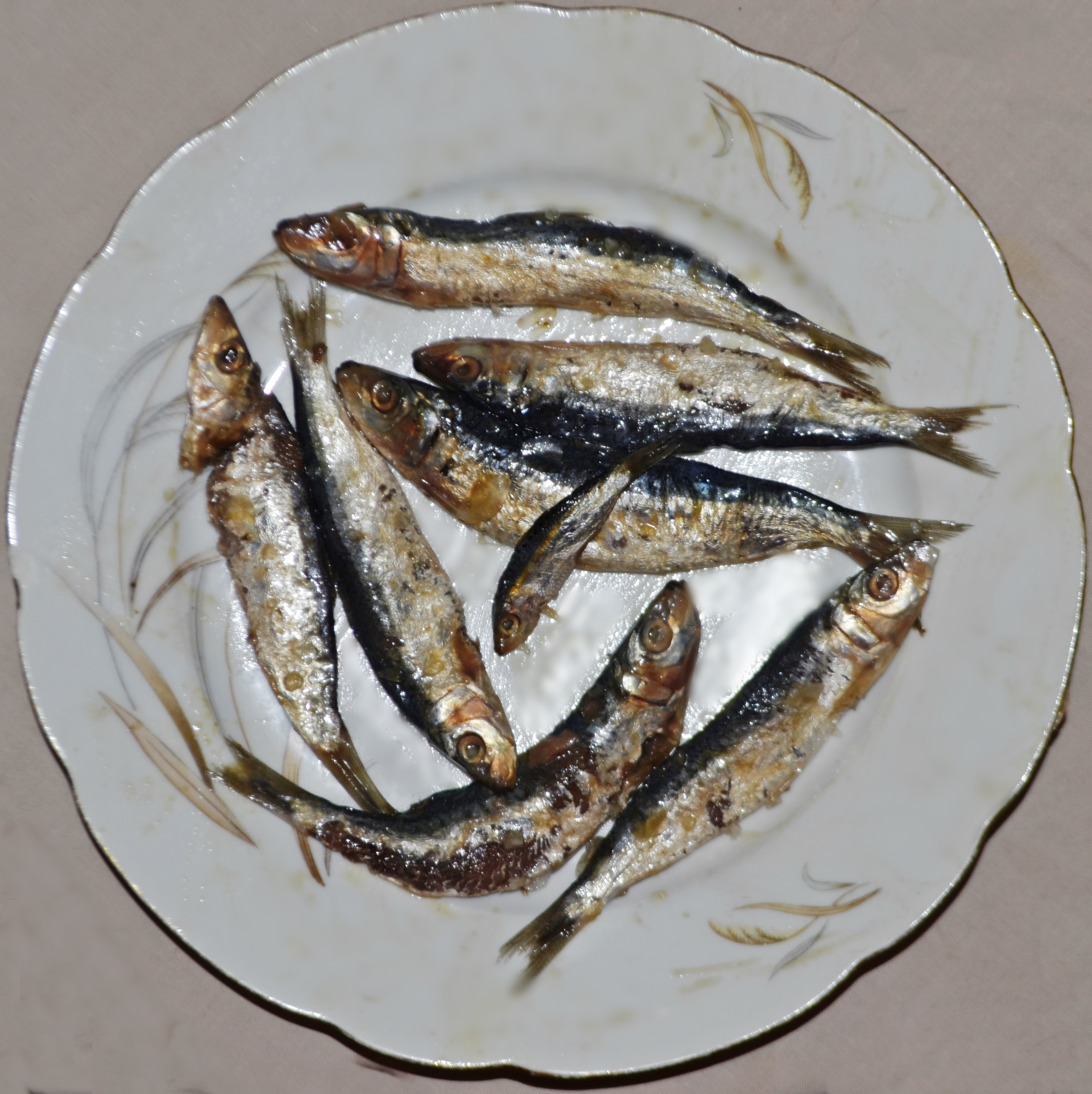
سردين نيلي مملح من دسوق

السردين من المأكولات الشائعة ويقوم الصيادون بصيدها بالشباك بزوارق مخصوصة. يُقام بتعليب السردين في زيت أو ماء غليته، ويمكن حفظه بذلك معقما لمدة سنوات. والسردين المحفوظ بتلك الطريقة يكون من الأحجام الصغيرة. ويؤكل الكبير منه (نحو 20 سنتيمتر) كثيرا مشويا في أسبانيا والبرتغال. وتوجد منه أنواع في بحر الشمال وبحر البلطيق ويفضله الألمان والدانمركيون مبخرا بأنواع مختلفة من الأخشاب .
يحتل المغرب المرتبة الأولى عالميا في تصدير سمك السردين المعلًب.

## الفوائد الصحية والغذائية لتناول السردين
- يعتبر السردين مصدر مهم لأحماض أوميغا 3 الدهنية التي تساعد على الوقاية من أمراض القلب بسبب خصائصها المضادة للإلتهاب ، كما تقلل أوميغا 3خطر جلطات الدم وتخفض ضغط الدم وقد تساعد من أصيب بنوبة قلبية في الماضي،[7] بالإضافة لذلك توفر أحماض أوميغا 3 دعما مهما للنمو الصحي لدماغ الجنين وجهازه العصبي. [8]
- السردين مصدر ممتاز لفيتامين ب12 الذي يساعد في تنظيم عمل القلب والأعية الدموية ويمنح الطاقة، كما يحتوي على كمية صحية من فيتامين د الضروري لصحة العظام.[7]
- يعد السردين مصدراً مهماً للكالسيوم وهذا مايجعله خياراً جيداً للذين يعانون من حساسية اللاكتوز أو حساسية تجاه منتجات الحليب للحصول على الكالسيوم في نظامهم الغذائي.[7]
- يحتوي السردين على العديد من المعادن المهمة لصحة الجسم مثل البوتاسيوم والمغنيزيوم والزنك التي تساعد على خفض ضغط الدم مع تحسين نسبة الدهون في الدم،[8] بالإضافة لأحتوائه على الحديد والفوسفور.[7]
- يحتوي السردين على البروتين الذي يساهم في بناء عضلات قوية، كما أنه يساعد في تكوين أجسام مضادة تقوي جهاز المناعة.

## محاذير تناول السردين
- يعتبر السردين من المواد الغنية بمادة البورين التي تساعد على زيادة نسبة حمض البول في الجسم. لهذا يجب على المصابين بمرض النقرس أو أحد أمراض الكلى التقليل من أكل السردين أو الامتناع عنه.[7]
- تعد الحساسية من الأسماك من الأنواع الشائعة للحساسية، والتي تكون مصحوبة ببعض الأعراض مثل الصداع و الاحتقان وإنسداد الأنف والشرى.[9]
- يحتوي السردين على نسبة عالية من السعرات الحرارية ولذلك يجب الحذر عند تناول السردين في حال الرغبة في تنظيم أو تقليل السعرات الحرارية.[7]

## معرض صور

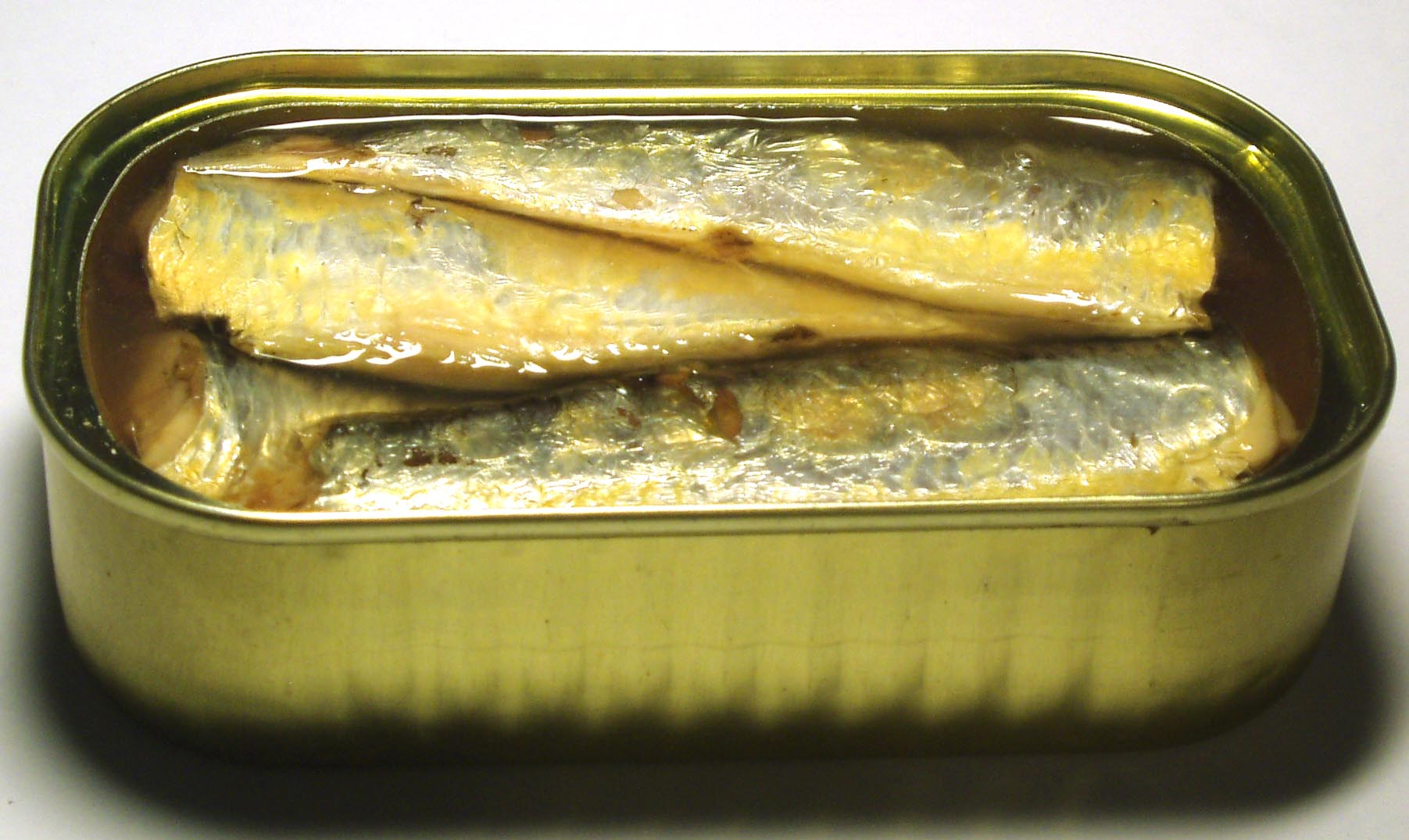
سردين في العلبة
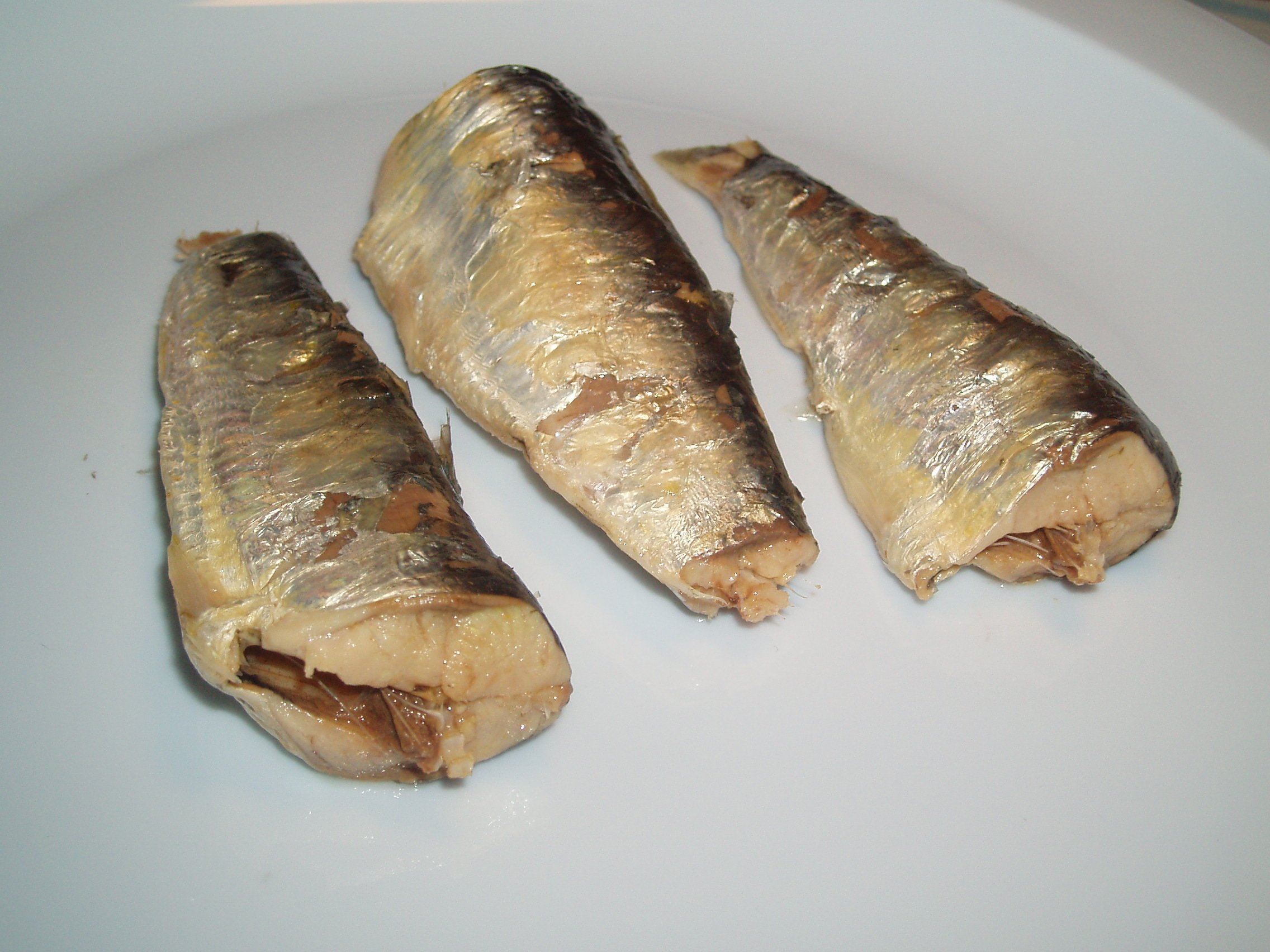
سردين في الطبق
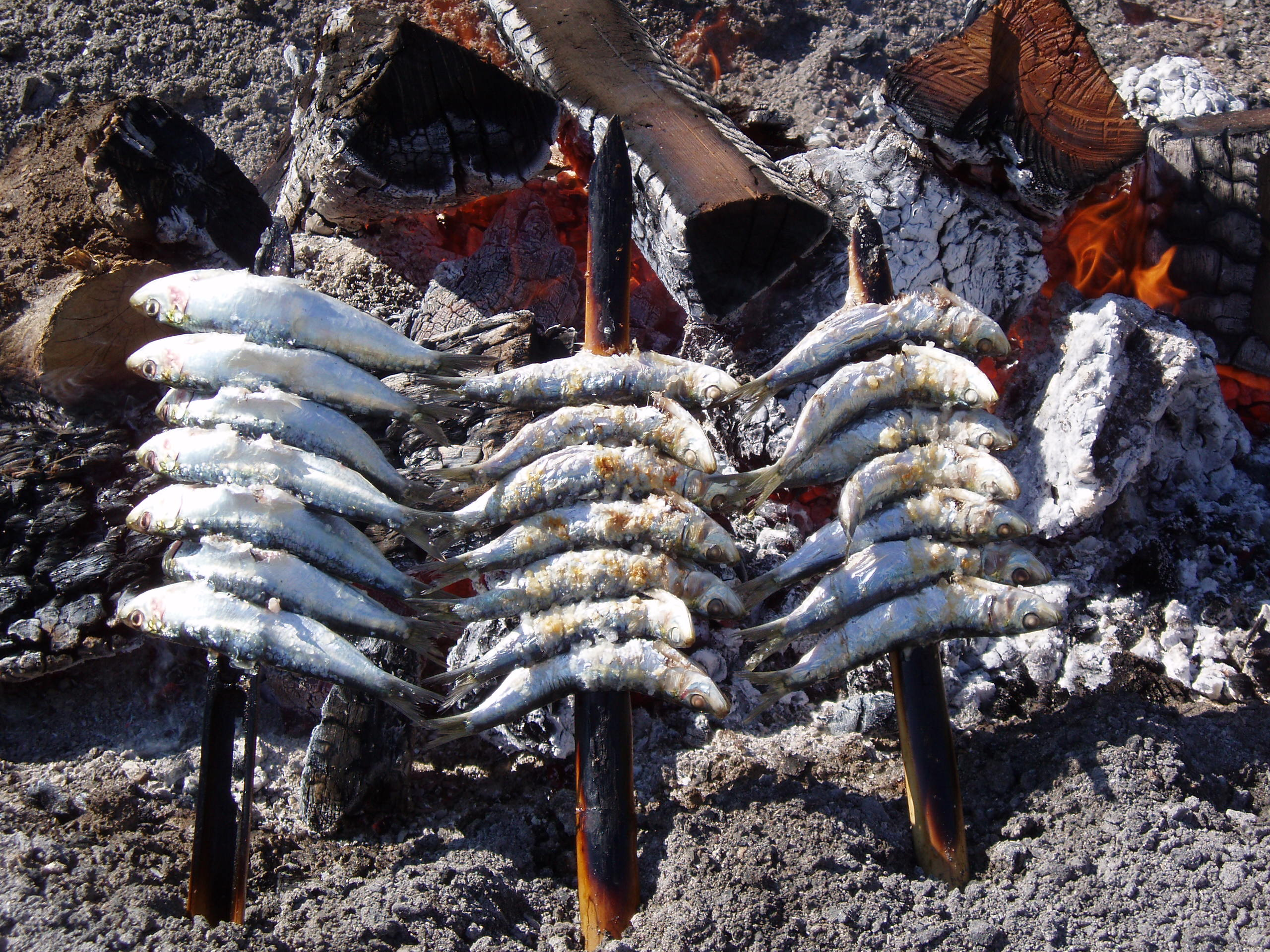
سردين مشوي
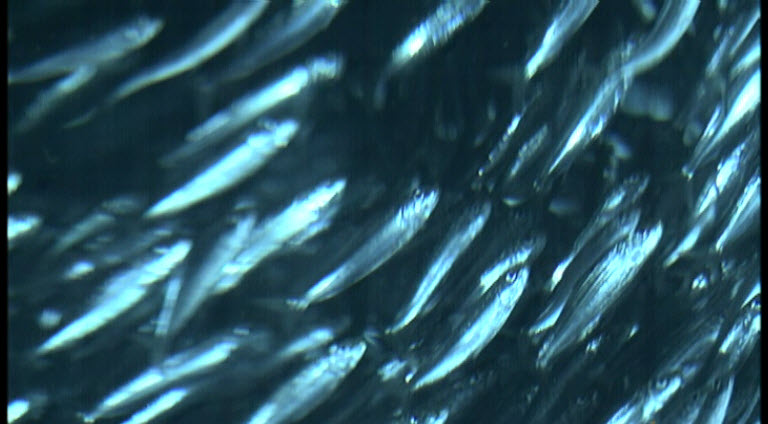
sardine
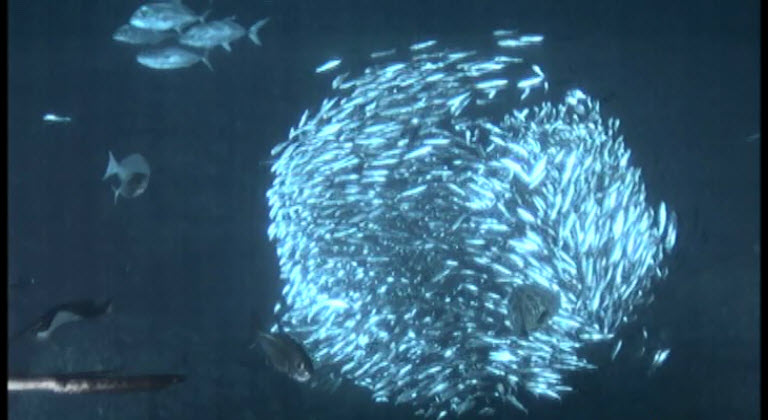
sardi
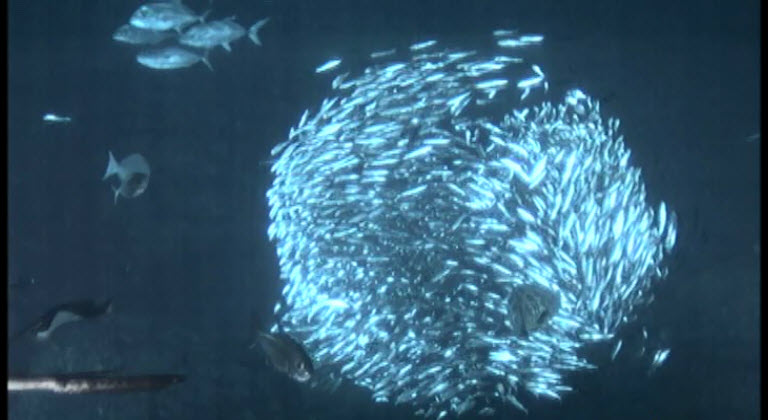
sardine
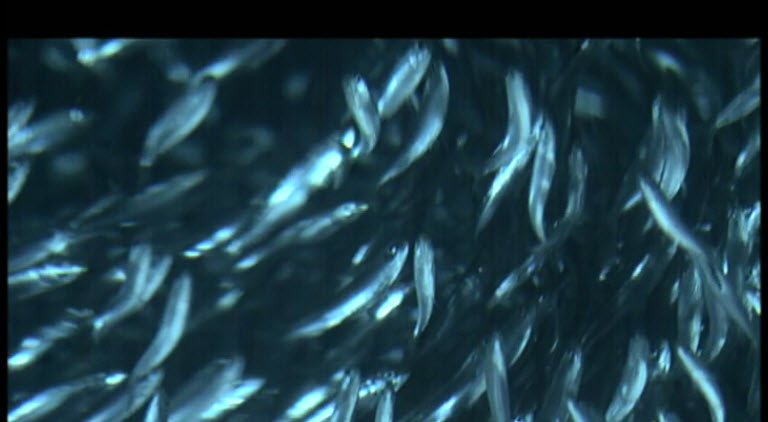
sardine

## اقرأ أيضا
- التغذية الصحية
- غذاء
- النقرس
- الأسماك
- التخسيس